# Tonalitet
Med tonalitet forstår man i musikken det forhold, i hvilket en tonerækkes, et musikstykkes harmoniske bygning står til en given hovedtoneart. Man skelner imellem streng eller fri, snævrere eller videre tonalitet. I første tilfælde indskrænker akkorddannelsen sig væsentlig til det materiale, der hører hjemme i den pågældende og de nærmest beslægtede tonearter. I det andet tilfælde derimod tager modulationen i det store og hele intet hensyn til toneartens grænser.
Tonalitet er af stor karakteriserende betydning for de forskellige tiders musik, for de forskellige nationaliteter, skoler og individer. Orlando di Lasso har for eksempel en rigere tonalitet end Palestrina, den tyske musik i almindelighed en langt friere og bevægeligere tonalitet end den italienske osv.